# 제5전선

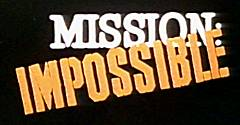
CBS 로고

《제5전선》 또는 《미션 임파서블》(Mission: Impossible)은 브루스 겔러가 창조해내고 제작한 미국의 텔레비전 시리즈이다.
미국 정부의 첩보 기구인 임파서블 미션 포스 (Impossible Missions Force, IMF)의 미션을 중심으로 진행된다.
이 시리즈는 1966년 9월부터, 1973년 3월까지 CBS 네트워크에서 방송되었다. 대한민국에서는 제5전선이라는 제목으로 KBS를 통해 방영되었다.
이후 총 2 시즌의 리메이크판 돌아온 제5전선이 1988년부터 1990년까지 ABC에서 방송되었고, 대한민국에서는 마찬가지로 KBS를 통해 방영되었다. 영화판이 1990년대부터 현재 2010년대까지 계속 만들어지고 있다.

## 주요 출연진
- 스티븐 힐 - 댄 브리그스
- 바버라 베인 - 시나몬 카터
- 그레그 모리스 - 바니 콜리어
- 피터 루퍼스 - 윌리 아미티지
- 피터 그레이브스 - 짐 펠프스
- 마틴 랜다우 - 롤린 핸드
- 레너드 니모이 - 패리스
- 레슬리 앤 워런 - 데이나 램버트
- 샘 엘리엇 - 더그 로버트
- 린다 데이 조지 - 리사 케이시
- 바버라 앤더슨 - 미미 데이비스